# رکسانا کاستلانوس
رکسانا کاستلانوس (انگلیسی: Roxana Castellanos؛ زادهٔ ۱۲ فوریهٔ ۱۹۷۳) بازیگر، خواننده و مجری تلویزیون اهل مکزیک است. وی از سال ۱۹۹۴ میلادی تاکنون مشغول فعالیت بوده است.